# Cahier d'un retour de Troie
Cahier d'un retour de Troie (An Unfortunate Woman: A Journey) est le dixième et ultime roman écrit par Richard Brautigan. Il a pour particularité d'avoir pour première édition sa traduction en français, parue en 1994 aux éditions Christian Bourgois, six ans avant la première version américaine.

## Résumé
Roman sans véritable histoire, Cahier de retour de Troie est une « carte-calendrier » écrite par Richard Brautigan deux ans avant que celui-ci ne mette fin à ses jours. Le livre promène le lecteur de lieux en lieux, tel qu'un cimetière japonais à Hawaï, où l'auteur s’entête à vouloir se faire photographier avec un poulet vivant, ou encore une rue d'Honolulu où se trouve un immeuble en flamme. Le romancier finit par rentrer à San Francisco, pour découvrir que la mémoire de la femme pendue qui le hante ne l'a pas quitté.

## Analyse
Romancier aimant détourner les genres canoniques, Richard Brautigan a choisi le carnet de voyage comme dernier terrain de jeu. Grand amateur de l'histoire et de la poésie de la Grèce Antique (il cite l'Anthologie grecque comme livre de chevet de son alter ego dans Retombées de sombrero), l'auteur termine son œuvre comme Ulysse son voyage, par un retour chez lui, dans sa ville adoptive, à San Francisco. Personnage hanté par le malheur, Brautigan ne trouve toutefois que le souvenir d'une femme pendue en guise d'Hélène. Si le titre français insiste sur le parallèle avec l'Odyssée, le titre américain de l'œuvre met l'accent sur cette « malheureuse femme » (An Unfortunate Woman: A Journey) dont l'histoire jamais écrite est au cœur du roman.
Débutant comme un conte de fée, le roman détourne également ce genre en insérant cette femme décédée comme point d'ancrage de l'histoire. Richard Brautigan avait déjà adopté ce type de glissement dans Le Monstre des Hawkline, western se transformant progressivement en roman gothique. Le titre original reprend d'ailleurs une forme classique de titres chez Brautigan, avec le signe de ponctuation double pouvant être perçu comme un trait d'union entre les genres (The Abortion: An Historical Romance 1966, The Hawkline Monster: A Gothic Western, Willard and His Bowling Trophies: A Perverse Mystery, Sombrero Fallout: A Japanese Novel, Dreaming of Babylon: A Private Eye Novel 1942 et An Unfortunate Woman: A Journey)
Écrit en 1982, le roman révèle l'obsession pour la mort ayant marqué les dernières années de vie de son auteur. Outre une femme pendue ne quittant jamais l'esprit de l'auteur, Cahier d'un retour de Troie suit également Richard Brautigan dans la visite d'un cimetière japonais, la contemplation d'un incendie, ainsi qu'un détour par une maison où un viol vient d'advenir. Un ami de l'auteur, frappé par le cancer, occupe également une place importante dans l'évolution du voyage dépeint par le roman.
Certaines scènes du roman évoquent d'autres œuvres de Brautigan, ainsi que certains aspects de sa vie personnelle. Planté par un tramway reprenant sa route sans lui, Brautigan adopte la même posture fâcheuse que le fameux détective C. Card héros d'Un privé à Babylone. De manière similaire, le personnage avec qui il visite le cimetière japonais à Hawaï évoque la femme aux cheveux noirs de Retombées de sombrero. Il est fortement possible que ce personnage ainsi que celui-ci de la pendue soit inspiré par la photojournaliste Nikki Arai, décédée en 1982 d'un cancer et à qui Richard Brautigan a dédié le roman.
Ce livre est également l'occasion pour Richard Brautigan de mettre en scène sa vie d'écrivain. L'auteur sort à plusieurs reprises de la narration pour conter des anecdotes sur le livre qu'il est en train d'écrire, ou bien raconter des actions se produisant entre les moments d'écriture. Il présente par exemple le cahier de marque japonaise dans lequel est en train d'être écrite l'histoire, et explique que l'histoire s'arrêtera lorsqu'il aura atteint l'avant-dernière ligne de la cent-soixantième et dernière page du carnet. Peu avant celle-ci, il écrit :
« Et voilà que maintenant j'accompagne ce livre à son terme, un livre où il est foncièrement question de ce que je connais ; à l'évidence ; d'ailleurs douloureuse. Pour peu qu'on me fasse confiance, et les écrivains sont des menteurs notoires, je voudrais dire maintenant que l'unique relecture de ce livre a été faite pour retrouver où j'en étais à chaque fois que je m'étais arrêté d'écrire et que je me retrouvais faire plein d'erreurs, qu'elles fussent de courte durée ou qu'à ma grande gêne et pour ma peine, elles fussent un peu plus longues. »
L'auteur semble également nous raconter sa foi perdue dans la fiction. Marc Chénetier a révélé que Brautigan ne pensait pas trouver d'éditeur pour ce roman. Cet état d'esprit désillusionné se ressent dans les métaphores que l'auteur emploie dans son récit. Celui-ci ne semble plus tenir les livres qu'il écrit ; ce sont eux qui le contiennent. Profondément déprimé, il se présente comme désavantagé par rapport au lecteur, et perdu dans le creux de leurs mains :
« À ce stade, vous en savez plus que moi sur ce qui s'est passé avant. Vous avez lu le livre. Pas moi. Naturellement, il y a dedans des choses que je me rappelle, mais je me trouve à présent très désavantagé. Au moment de finir, je me trouve littéralement au creux de votre main. »
Le roman est dédié à Nikki Arai, décédée à 38 ans d'un cancer à San Francisco le 18 juillet 1982.

## Parution
Il aura fallu attendre l'anniversaire des dix ans de la mort de Richard Brautigan pour que le roman paraisse, en français, sous le titre de Carnet d'un retour de Troie. Le manuscrit original fut confié par son auteur au traducteur d'Un privé à Babylone, Marc Chénetier, lors de son dernier passage à Paris. Le livre ne parut qu'en 2000 aux États-Unis.
Marc Chénetier a choisi le titre Cahier d'un retour de Troie sur la base de conversations qu'il a eu avec l'auteur américain, dans lesquelles Euripide était fréquemment cité. Richard Brautigan souhaitait que l'idée d'un retour à Troie soit liée à ce roman.